# Xenosaurus tzacualtipantecus
Xenosaurus tzacualtipantecus là một loài thằn lằn trong họ Xenosauridae. Loài này được Woolrich-Piña & Smith mô tả khoa học đầu tiên năm 2012.